# Esopus-Kriege

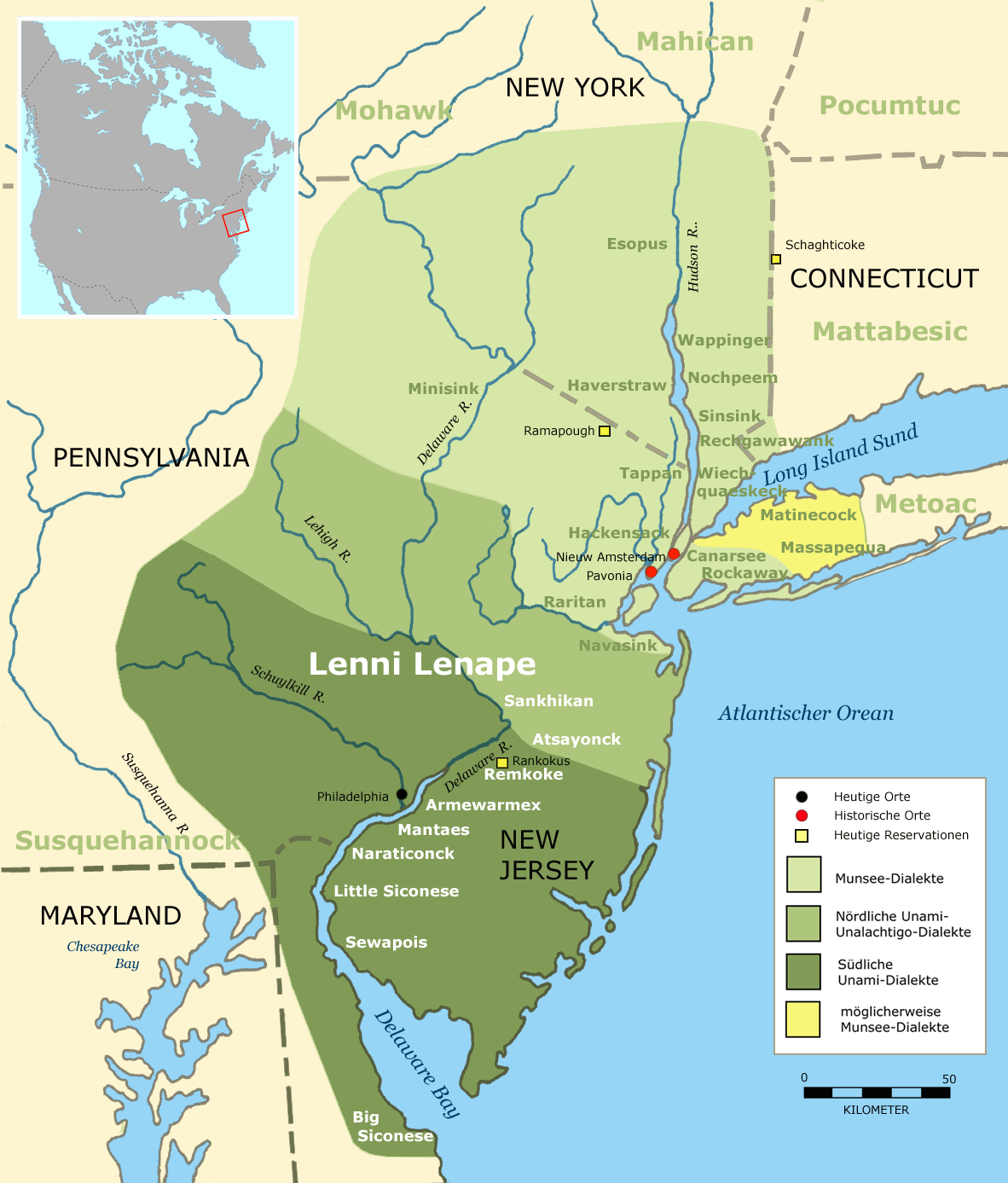
Schauplatz der Esopus-Kriege

Die Esopus-Kriege waren zwei lokal begrenzte Konflikte zwischen niederländischen Siedlern der Kolonie Nieuw Nederland und den Esopus, einem Indianerstamm der Lenni Lenape, in der zweiten Hälfte des 17. Jahrhunderts. Wie viele andere Kriege in der Kolonialzeit Nordamerikas entstanden sie vorwiegend aus Missverständnissen und der Diskrepanz der europäischen und indianischen Kultur. Der Ausbruch der Esopus-Kriege fiel in eine Zeit, in der sich die Interessen Englands auf die benachbarte niederländische Kolonie in Nordamerika richteten. Die Engländer erkannten auch, dass sie mehr diplomatisches Geschick als die Niederländer benötigten, falls sie mit den Ureinwohnern der niederländischen Gebiete verhandeln sollten.

## Geschichtlicher Hintergrund

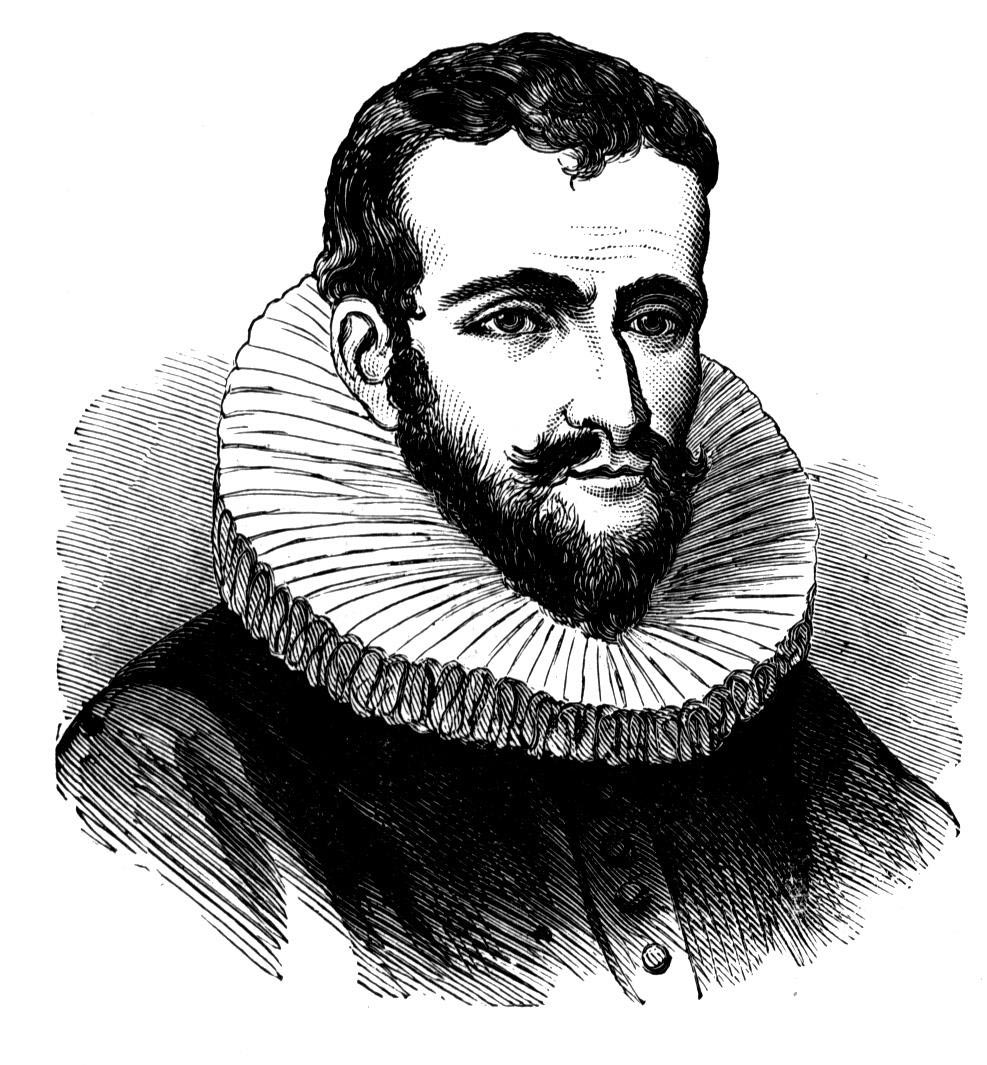
Henry Hudson

Im Jahr 1609 erkundete Henry Hudson den Fluss, der heute seinen Namen trägt. Viele der Ureinwohner, denen er begegnete, hatten noch nie zuvor einen Weißen gesehen. Manche waren erstaunt darüber, dass es anders aussehende Menschen auf dieser Welt gab. Es gefiel ihnen nicht, dass nur fünf Jahre später in der Nähe der heutigen Stadt Kingston ein niederländischer Handelsposten erbaut wurde. Die Esopus bewohnten das Land seit Jahrhunderten und nutzten es für den Anbau von Mais, Bohnen und Squash sowie für die Jagd. Schon bald zerstörten sie den Handelsposten und vertrieben die niederländischen Siedler aus ihrem Land. Erst 1652 erbauten die Niederländer dort eine neue Siedlung. Doch die Ressentiments der Esopus hatten sich nicht geändert und erneut wurden die Siedler vertrieben.
1658 kamen die Niederländer zurück, weil die Farmer erkannt hatten, dass es sich in diesem Gebiet um bestes, fruchtbares Ackerland handelte. Dieses Mal befestigten sie ihre neue Siedlung, erbauten ringsum eine Palisade und nannten den Ort Wiltwijk. Es gab erneut Differenzen mit den Indianern, doch die Esopus waren nicht mehr in der Lage, die Siedler zu vertreiben. Sie genehmigten den Niederländern stattdessen offiziell die Nutzung des Landes, in der Hoffnung, die Fremden wären damit zufrieden und hätten keine Forderungen nach mehr Land.
Siehe auch: Zeittafel der Indianerkriege

## Erster Esopus-Krieg
Der erste Esopus-Krieg (1659–1660) war ein kurzer, bewaffneter Konflikt zwischen niederländischen Farmern und Indianern, der im Wesentlichen aus der Furcht der Europäer vor den Wilden und aus Missverständnissen entstand. Am 20. September 1659 arbeiteten mehrere Esopus auf Farmen der Niederländer, erhielten des Abends ihren Lohn in Form von Alkohol und feuerten betrunken eine Muskete ab. Obwohl niemand verletzt wurde, befürchteten die Siedler Schlimmeres. Nachdem sogar ein Trupp Soldaten keine besonderen Vorkommnisse festgestellt hatte, sammelte sich ein Mob von Farmern und Soldaten, um die Indianer anzugreifen. Die meisten von ihnen konnten flüchten, kehrten aber am nächsten Tag mit Verstärkung zurück, vernichteten die Ernte, töteten das Vieh und brannten die Häuser nieder.
Die wenigen Niederländer hatten bald keine Munition mehr und nur noch wenig Aussicht, den Krieg zu gewinnen. Doch sie starteten einen Gegenangriff, um auch die Felder der Esopus zu vernichten. Die Esopus ihrerseits zerstörten niederländische Farmen im Esopus-Tal. Gefangene wurden lebendig verbrannt und die geflüchteten Siedler drei Wochen lang im befestigten Dorf belagert, bevor Gouverneur Petrus Stuyvesant mit 200 Mann eintraf. Seine Ankunft hatte sich verzögert, weil er zuvor die Metoac auf Long Island bekämpfen musste. Die Esopus flüchteten nach Westen in die Berge, setzten aber ihre Überfälle fort. Im Frühling 1660 startete Stuyvesant eine Offensive und das Blatt wendete sich zu Gunsten der Kolonisten. Der Krieg endete am 15. Juli 1660. Die Esopus unterzeichneten einen Friedensvertrag, in dem sie Land für Frieden und Lebensmittel eintauschten. Doch der Frieden war brüchig und es bestanden weiterhin große Spannungen zwischen den Esopus und Siedlern, die schließlich zum zweiten Esopus-Krieg führten.

## Zweiter Esopus-Krieg
Am 5. Juni 1663 kamen niederländische Unterhändler und ersuchten um neue Vertragsverhandlungen mit den Esopus. Die Sachems des Stammes waren dazu bereit, verlangten aber ohne Waffen und im Freien zu verhandeln. Die Indianer erschienen am 7. Juni in großer Zahl vor Wiltwijk. Die Tore wurden geöffnet und einige wollten Waren an die Niederländer verkaufen. Offenbar waren es aber Scouts, die alle Winkel des befestigten Dorfes auskundschaften sollten. Die Esopus-Krieger verteilten sich im Ort, überraschten die Niederländer mit ihrem Angriff und hatten bald große Teile des Dorfes erobert. Sie legten Feuer und nahmen Frauen und Kinder gefangen, wurden aber schließlich aus dem Ort getrieben. 24 Siedler starben und 45 Frauen und Kinder wurden von den Indianern als Gefangene mitgenommen. Das war der Beginn des Zweiten Esopus-Krieges (1663–1664).
Am 16. Juni überfielen die Esopus eine niederländische Kolonne, die Nachschub an Munition nach Wiltwijk bringen sollte, doch der Angriff konnte abgewehrt werden. Die Niederländer versuchten, die Stärke der Esopus auszukundschaften, waren jedoch nicht in der Lage, die Angehörigen verschiedener Stämme voneinander zu unterscheiden. Die Guerilla-Taktik der Esopus bereitete ihnen große Probleme, denn die Indianer kämpften in kleinen Gruppen, griffen überraschend an und verschwanden wieder in den dichten Wäldern. Nach mehreren erfolglosen Scharmützeln konnten die Niederländer einige Mohawk dazu gewinnen, ihnen als Scouts, Dolmetscher und Krieger zu dienen. Ende Juli hatten die Niederländer ausreichend Verstärkung erhalten, um zum Esopus-Fort im Norden zu marschieren. Allerdings wurde der Marsch von ihrer schweren Ausrüstung und dem schwierigen Gelände behindert. Sie änderten deshalb ihre Taktik, kehrten um und zerstörten die Maisfelder der Esopus, um sie auszuhungern.
In den nächsten Wochen war es ruhig und bis auf Scharmützel der Erkundungstrupps fanden keine Kämpfe statt. Erst Anfang September gab es einen neuen, diesmal erfolgreichen Angriff der Niederländer gegen das Esopus-Fort, bei dem eine Anzahl Einwohner getötet wurden, unter ihnen Sachem Papequanaehen. Die überlebenden Esopus flohen. Die Niederländer plünderten das Dorf und kehrten mit Beute und Gefangenen zurück. Stuyvesant befahl, Esopus-Kinder als Geiseln zu nehmen, um den Frieden zu erzwingen, doch die Esopus flohen noch tiefer in das Land der benachbarten Minisink. Im nächsten Frühjahr erteilte Stuyvesant den Befehl, die Esopus auszurotten, und ersuchte die Mohawk um Hilfe. Gemeinsam mit den Seneca zerstörten sie den Hauptort der Minisink am oberen Delaware River. Von allen Seiten angegriffen unterzeichneten die Esopus schließlich im Mai 1664 einen Friedensvertrag mit den Niederländern.

## Folgen des Krieges
Nach dem zweiten Krieg blieb bei den niederländischen Kolonisten ein tiefes Misstrauen gegenüber allen Indianern zurück. Berichte, die die niederländische Regierung in Nieuw Amsterdam erreichten, waren voller Argwohn gegenüber den Wappingern und sogar den Mohawk, die bei der Niederschlagung des Esopus-Aufstands geholfen hatten. Niederländische Gefangene waren durch Gegenden transportiert worden, die noch kein Weißer vorher gesehen hatte. Nach Freilassung der Gefangenen wurden aufgrund ihrer begeisterten Beschreibung Erkundungstrupps ausgeschickt. Einige Zeit später besiedelten Hugenotten dieses Gebiet und errichteten den Ort New Paltz.
Die Esopus wurden danach ein von den Irokesen unterworfenes Volk. Die Niederländer erlitten im September 1664 ein ähnliches Schicksal. Ohne Kriegserklärung segelte am 29. August 1664 ein englisches Expeditionskorps mit vier Schiffen unter dem Befehl Richard Nichols in den Hafen von Nieuw Amsterdam ein. Am 30. August forderten die Engländer Peter Stuyvesant zur Kapitulation auf. Man versprach allen Niederländern Leben, Land und Freiheit, wenn sie die Herrschaft der englischen Krone anerkennen würden. Stuyvesant wollte eigentlich die Kolonie nicht kampflos übergeben, fand jedoch keinen Rückhalt in der Bevölkerung und unterzeichnete schweren Herzens den Übergabevertrag. Der Kommandant der englischen Flotte wurde vom Stadtrat zum Gouverneur ernannt und die Stadt erhielt zu Ehren des zukünftigen Königs Jakob II., des Duke of York, den neuen Namen New York. Die ehemalige Kolonie Nieuw Nederland wurde geteilt und es entstanden die englischen Kolonien New York und New Jersey. Außer einer kurzen Episode im Jahre 1673, in der die Niederländer New York zurückeroberten, war die koloniale Herrschaft der Niederländer in Nordamerika damit beendet.